# Upile Chisala
Upile Chisala est une écrivaine poétesse malawienne née en 1994. Elle cherche à rendre autonome les femmes africaines dans ses recueils de poésies qu'elle publie sur Instagram. Elle parle aux femmes à propos de diverses luttes et identités. Elle explore des sujets comme comme l'amour, la vulnérabilité, la féminité, la libération, la joie, le moi, la noirceur, le genre, la spiritualité et la guérison.

## Biographie
Upile Chisala nait en 1994 à Zomba au sud-est du Malawi. Elle commence à écrire des nouvelles à l'âge de six ans et progresse vers la poésie à l'âge de 13 ans. À 15 ans, elle passe l'été à la maison avant de faire l'université. Elle découvre sur internet une liste des 100 meilleurs livres jamais écrits. À la suite de cette liste de livres qu'elle parcourt, Upile Chisala écrit ses propres histoire qu'elle montre à son père. 
« Il a dit quelque chose comme ‘ Tu n'es dans aucune de ces histoires. Les gens qui te ressemblent ne sont dans aucune de ces histoires, ’ ” dit-elle. “ Mais les gens qui me ressemblent ne figuraient pas sur cette liste. Je pensais que la liste [ ] était la norme, que je devais écrire comme ces gens. Ce fut un moment important de ma vie. Je me suis arrêté et j'ai dit: ‘ Pourquoi ne pas écrire sur moi? » 
Elle quitte le Malawi à 17 ans pour aller étudier le droit et  sociologie avec une spécialisation dans les études féminine à l'Université d'État du Nouveau-Mexique, puis l'Université d'Oxford en Angleterre. « J'étais vraiment triste à l'époque. Vous avez l'impression que tout ce qui vous entoure est différent. Vous êtes avec des gens qui ne vous ressemblent pas. Vous êtes l'enfant étranger, celui qui doit constamment expliquer et poser toutes ces questions sur votre identité. » dit-elle.
Upile Chisala consacre la majeure partie de sa vie adulte à voyager d'un endroit à un autre. L'écriture devient alors sa façon d'exprimer les émotions douloureuses liées à ses continuels déplacements et à un sentiment d'aliénation qu'elle ressent.
En tant que poétesse, elle utilise sa plume pour capturer les souffrances issues de son expérience de migrante et de femme noire dans la diaspora, après avoir quitté le Malawi pour poursuivre ses études aux États-Unis. Elle fait face à des défis et à des angoisses typiques des femmes noires migrantes, en traitant des complexités liées à son identité noire, à sa féminité et à sa situation de migrante.

### Carrière
Upile Chisala entre dans le monde de la poésie avec une trilogie en 2015.
Sa première publication est Douce magie, qu'elle écrit pour elle-même. Pour publier le texte, elle a recours à Kindle Direct Publishing, en autopublication. Le texte abordeson enfance et ses expériences à l'université. En 2019, elle fait republier le texte par la maison d'édition américaine, Andrews McMeel Publishing.
« Je voulais célébrer l'identité de certaines femmes. Surtout, la noirceur, qui était toujours le prétexte des gens pour m'attaquer » dit-elle.
Son deuxième livre Nectare, explore sa dépression et ses relations complexes avec ses parents. Une façon de confronter les problèmes de santé mentale et les familles africaines, la réticence à accepter cela comme une réalité[En quoi ?].
« J'ai commencé à avoir des conversations plus honnêtes avec ma famille. Je pensais que si je devais être la meilleure version d'Upile, j'allais devoir laisser tomber certaines couches et dire la vérité. » dit-elle.
Dans Un feu comme toi, son troisième ouvrage, Upile Chisala plonge plus profondément dans les défis ancrés des femmes noires. Elle s'associe aux artistes Lulama Wolf et Neo Phage, pour l'illustrer. Cette collaboration reflète l'un des thèmes centraux du livre : la solidarité féminine et la manière dont la féminité est vécue de manière diverse[réf. nécessaire].
Upsile Chisala doit cependant faire face aux contraintes et aux attentes de la structure éditoriale au sein d'une maison d'édition. La parution du livre s'aligne avec son déplacement en Afrique du Sud, une période qui se chevauche également avec son récent mariage.[réf. nécessaire]
« En tant que conteur d'histoire noire, vous devez souvent vendre votre traumatisme. Quand on considère les délais et je dois penser, merde, que se vend? » déclare-t-elle[réf. nécessaire].
Upsile Chisala est également la cofondatrice de la série Yanja, un rassemblement mensuel pour les femmes de couleur à Baltimore pour l'expression et la création.

## Publications

### En anglais
- (en) Upile Chisala, soft magic, CreateSpace Independent Publishing Platform, 2015, 122 p. (ISBN 1516967887)
- (en) Upile Chisala, nectar, Andrews McMeel Publishing, 2017, 176 p. (ISBN 1449499570)
- (en) Upile Chisala, a fire like you, Andrews McMeel Publishing, 2020, 160 p. (ISBN 9781524861506)
- (en) Upile Chisala, Woven with Brown Thread, Centre for the Less Good Idea, 2021, 164 p. (ISBN 1991217633)

### En d'autres langues
- (pt-BR) Upile Chisala, Eu Destilo Melanina e Mel, CASA DOS MUNDOS, 2021, 123 p. (ISBN 8577346927)
- (es) Upile Chisala & Elia Maqueda, Magia blanda, Roca Editorial, 2021, 123 p.